# Fläckand
Fläckand (Anas fulvigula) är en amerikansk fågel i familjen änder inom ordningen andfåglar.

## Utseende och läten
Fläckanden är en 44-61 cm lång and, i stort lik hona gräsand. Kroppen är mörk, hals och huvud ljusare, benen orange och ögonen mörka. Båda könen har en glänsande grönblå vingspegel som olikt gräsanden inte kantas av vitt. Fjäderdräkten i stort är också mörkare, framför allt vid stjärten, och näbben gulare. I övrigt är både beteende och läten desamma som gräsandens.
Hane och hona är mycket lika, men skiljer sig i näbbens utseende, där hanens är starkt gul och honans mer orange, ibland med svarta fläckar kring kanterna och nära näbbens bas. 

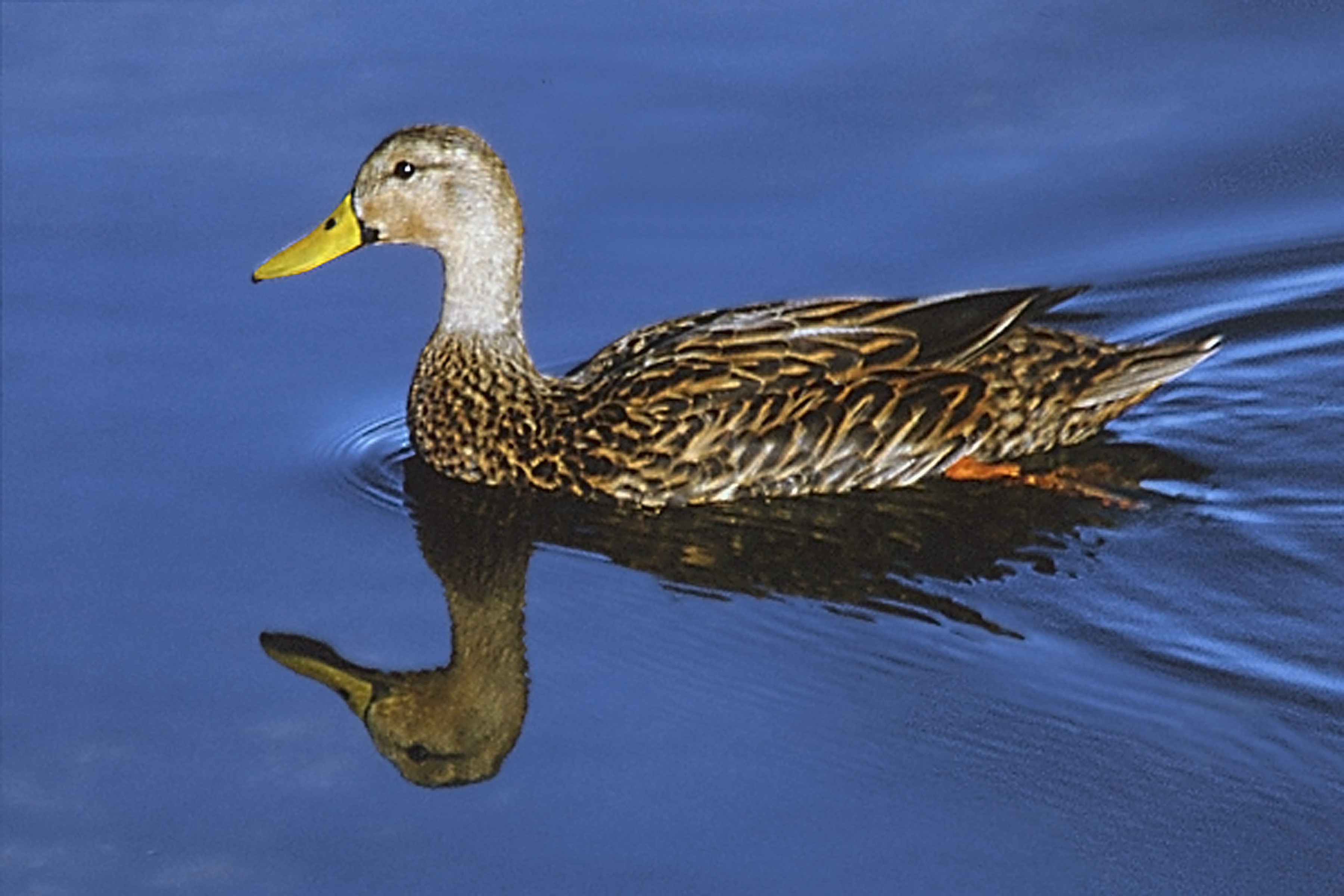

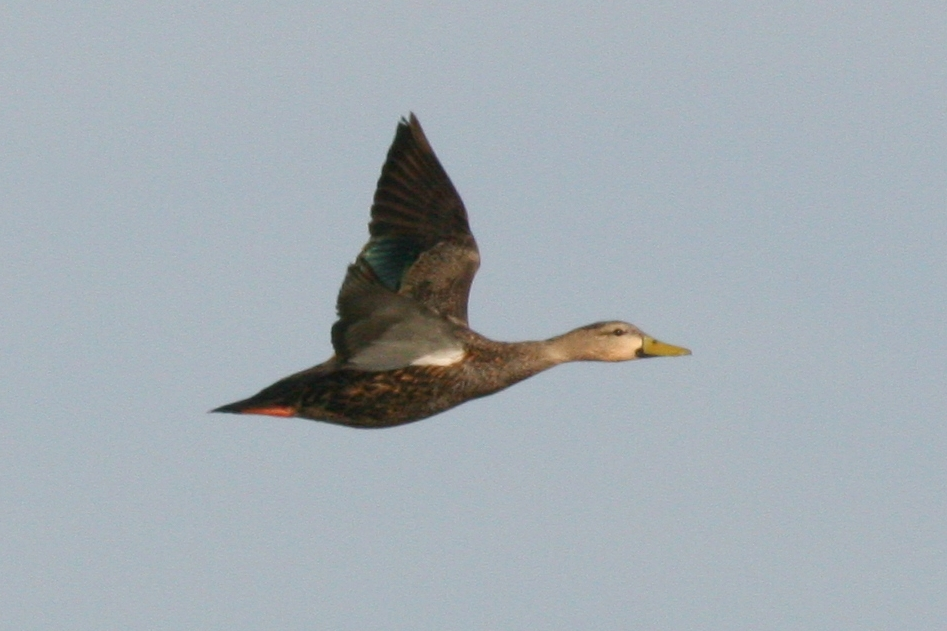

## Utbredning och systematik
Fläckanden delas vanligtvis in i två underarter med följande utbredning:
- Anas fulvigula fulvigula – förekommer i sydöstra USA (Florida)
- Anas fulvigula maculosa – förekommer vid golfkusten i USA (från Alabama till södra Texas) och nordöstra Mexiko, införd i South Carolina

Vissa för taxonet diazi till fläckanden, medan andra antingen placerar det hos gräsanden eller urskiljer det som egen art, mexikansk and (Anas diazi).

## Levnadssätt
Fläckanden är stannfågel i kustnära våtmarker. Dess föda är mestadels vegetabilisk, men intar även mollusker och vattenlevnade insekter. Fågeln bygger sitt bo på marken bland växtlighet som kaveldun.

## Status och hot
Arten har ett stort utbredningsområde och en stor population, men tros minska i antal, dock inte tillräckligt kraftigt för att den ska betraktas som hotad. IUCN kategoriserar därför arten som livskraftig (LC). Notera dock att IUCN inkluderar mexikansk and i fläckand. Mellan 1966 och 2015 har arten minskat med 78%. Världspopulationen uppskattas till 460.000 häckande individer.